# Comando operazioni aerospaziali
Il Comando Operazioni Aerospaziali, in acronimo COA, è un comando intermedio per il controllo operativo dell'aerospazio, posto alle dipendenze del Comando della squadra aerea (CSA) dell'Aeronautica Militare.

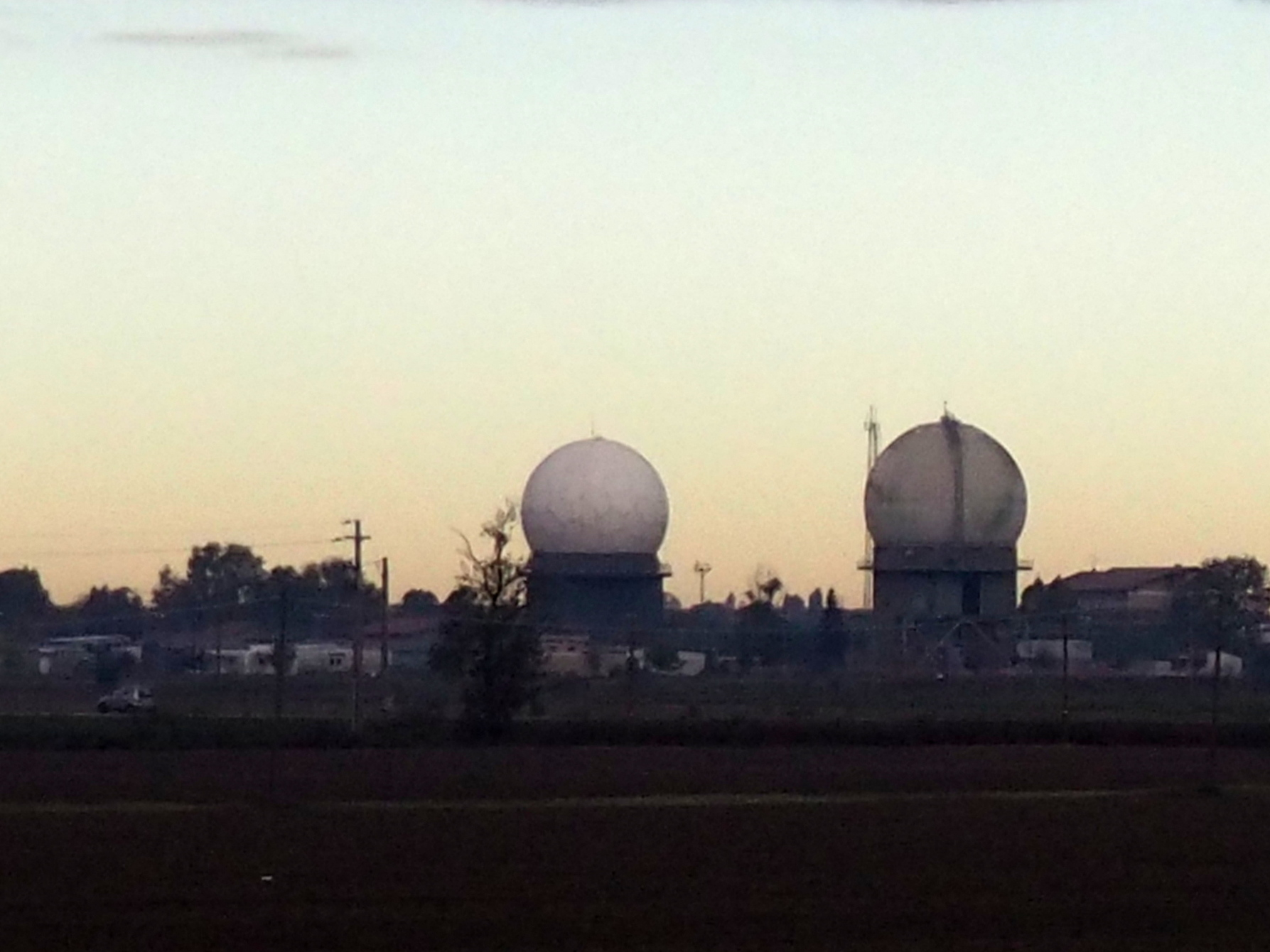
I radar del Comando Operazioni Aerospaziali (COA) di Poggio Renatico visti dal treno.

Costituito il 4 ottobre 2010 come Comando Operazioni Aeree, svolgendo le funzioni operative precedentemente assegnate al Comando Operativo Forze Aeree (COFA), ha assunto la denominazione attuale il 1º maggio 2020.
La struttura organica del COA è stata profondamente modificata nell'aprile 2021.
Ha sede nella base aerea di Poggio Renatico, in provincia di Ferrara.

## Compiti
I compiti del COA sono quelli di attuare le direttive del Comando di squadra aerea per quanto concerne la partecipazione alle operazioni aeree, e l'efficace impiego del potere aerospaziale, esercitando le funzioni di comando e controllo (il cosiddetto C2) degli assetti SAR (attività di ricerca e soccorso), trasporto aereo cosiddetto "operativo" (incluso quello da/per i teatri fuori dai confini nazionali, compresi i trasporti sanitari urgenti, esclusi i voli di Stato) e della difesa aerea, in caso di aggressione alla sicurezza nazionale.
È il referente unico dell'AMI per la difesa aerea, la difesa missilistica e il controllo del traffico aereo operativo. In secondo luogo di direzione e coordinamento del traffico aereo per quei mezzi che non sono soggetti alla regolamentazione del traffico generale), provvede all'addestramento del personale della forza armata per operare in Centri C2 delle operazioni aeree nazionali e multinazionali.
Infine può essere chiamato ad integrare la normale sicurezza in caso di eventi di particolare rilevanza mediatica, mediante un rafforzamento del pattugliamento aereo.
A livello NATO il COA è l'ente di collegamento tra la NATO e la forza armata, in quanto il comandante è anche responsabile del DACCC (Deployable Air Command and Control Centre), il Centro rischierabile di comando e controllo della NATO anch'esso ubicato sulla Base aerea di Poggio Renatico ma distinto e separato, per risorse e personale, dal Comando nazionale.

## Enti dipendenti
Dal COA fino al 2021 dipendevano:
- il Reparto Supporto Servizi Generali (R.S.S.G.), ubicato su Poggio Renatico (FE), che fornisce i servizi di supporto (tecnici, logistici ed amministrativi) necessari al funzionamento degli enti, nazionali, NATO ed europei, ubicati su Poggio Renatico;
- il Servizio di Coordinamento e Controllo dell'Aeronautica Militare (S.C.C.AM) di Ciampino che, con i tre dipendenti S.C.C.AM di Abano Terme, Milano-Linate e Brindisi, controlla la condotta di tutti i voli operativi nello spazio aereo italiano;
- il Reparto Mobile di Comando e Controllo (R.M.C.C.) di Bari che, mediante strutture e sistemi aerotrasportabili, consente al COA di esprimere le proprie capacità di Comando e Controllo da una sede di rischieramento, in Italia o fuori dai confini nazionali;
- la Rappresentanza Aeronautica Militare (R.A.M.I.) presso il Centro per Analisi e Simulazioni per la Preparazione alle Operazioni Aeree (CASPOA);
- la Rappresentanza Aeronautica Militare (R.A.M.I.) presso l'European Air Transport Command (EATC), ubicato a Eindhoven (Paesi Bassi).

Dal 1º aprile 2021 dipendono dal COA:
- Brigata Controllo Aerospazio (BCA), sotto la cui responsabilità sono inglobate tutte le capacità della Forza Armata nell'ambito della Difesa Aerea e Missilistica Integrata e del Traffico Aereo (DAMI/TA).
  - Reparto Difesa Aerea e Missilistica Integrata (ReDAMI) di Poggio Renatico;
  - Reparto Servizi Coordinamento e Controllo A.M. (RSCCAM) di Ciampino;
  - Reparto Mobile di Comando e Controllo (RMCC) di Bari;
  - Reparto Addestramento Controllo Spazio Aereo (RACSA) di Pratica di Mare;
  - Rappresentanza Aeronautica Militare Italiana (RAMI) di Geilenkirchen (Germania)
- Reparto Operazioni
- Italian Air Warfare Center
- National Air and Space Operations Centre
- Centro Space Situational Awareness
- Reparto Supporto Servizi Generali (R.S.S.G.)

## Storia

### Il COFA
In un clima di profonda riorganizzazione della forza armata, nel 1998 la base aerea di Poggio Renatico accoglie il Centro operativo del Comando Operativo Forze Aeree detto COFA-C.O. (un ente che si occupa della condotta delle operazioni aeree, nato dalla fusione del 1° R.O.C. della Base NATO del monte Venda e dell'11º Gruppo radar) e il quartier generale del COFA (COFA-Q.G., che tuttora cura il supporto logistico sul sedime, sebbene riconfigurato in Reparto Supporto Servizi Generali), costituiti all'atto della creazione sull'aeroporto di Vicenza del COFA, uno dei comandi di vertice dell'Aeronautica Militare, volto a coordinare e pianificare l'impiego delle forze aeree per l'adempimento delle missioni dettate dall'ONU e dalla NATO. In seguito, dal 1º settembre 1999 si insedia sempre su Poggio Renatico sotto il Comandante del COFA con doppio berretto (nazionale e NATO) il Combined Air Operations Center Five (CAOC 5) responsabile della difesa dello spazio aereo di Italia, Slovenia e Ungheria.
Sempre nel 1999 il Centro Operativo gestisce l'operazione DINAK nell'ambito dell'Operazione Allied Force, nel 2001 il potenziamento della Difesa Aerea del G8 di Genova, nel 2002 del Summit NATO-Russia, svoltosi a Pratica di Mare e del Vertice mondiale della FAO svolto a Roma, nel 2003 della riunione interministeriale dell’Unione Europea svolta a Roma e nel 2004 della firma della Costituzione europea di Roma.
Nel 2004 avviene lo spostamento del COFA da Vicenza a Poggio Renatico inglobando così il suo preesistente Centro Operativo.
Nel 2005 il COFA gestisce il potenziamento della Difesa Aerea dei funerali di Papa Giovanni Paolo II ed e il successivo insediamento di Papa Benedetto XVI della Città del Vaticano e nel 2006 dei XX Giochi olimpici invernali di Torino.
Nell'estate del 2010, in seguito alla riorganizzazione degli alti comandi dell'Aeronautica Militare, il COFA ha trasferito gradualmente le sue funzioni al Comando della squadra aerea, che ha continuato però ad esercitarle per mezzo della sua articolazione denominata dal 4 ottobre 2010 Comando operazioni aeree (COA), avvalendosi del personale e dei sistemi di comando e controllo già presenti a Poggio Renatico. In seguito a tale evento, il preesistente quartier generale del COFA cambia denominazione in "Reparto supporto servizi generali".
Dal 1º gennaio 2011 il COA dipende dal Comando della squadra aerea.
Fino al 30 ottobre 2014 ha avuto alle dipendenze il Gruppo riporto e controllo difesa aerea.

### Il COA
Il 1º maggio 2020 assunto la denominazione di "Comando Operazioni Aerospaziali".
Il COA dal 12 aprile 2021 è stato oggetto di profonde trasformazioni che hanno portato tra l'altro alla costituzione della Brigata Controllo Aerospazio (alle dirette dipendenze del COA)".
Nell'ambito dell'incremento delle capacità di difesa - con un atto del 2022 - il Parlamento ha deciso approvare un atto del Governo, volto a lanciare un programma che prevede l'acquisizione di 4 sensori BMD (Ballistic Missile Defence) in grado di assicurare la tempestiva scoperta dei bersagli missilistici a lunghissima gettata, di tracciarne la traiettoria, calcolarne il punto di impatto, intercettarla ed ingaggiarla prima che colpisca il territorio amico.
Tale capacità di scoperta di missili a lungo raggio puntati verso il territorio italiano, sarà utilizzata per contrastare gli stessi con sistemi missilistici di difesa antiaerei ed antimissile, quali i sistemi FSAF SAMP/T NG, di cui l'Aeronautica Militare provvederà ad acquistare 5 batterie, dotati dei nuovi missili MBDA Aster 30 NG (Nuova Generazione) per impieghi di difesa anti-missile con l’Aster 30 Block 1 NT in grado di ingaggiare, tra l’altro, missili balistici a corto e medio raggio.

## Comandanti
- Generale di Squadra Aerea Claudio Gabellini (marzo 2019 - agosto 2024)
- Generale di Divisione Aerea Luca Maineri (dal 30 agosto 2024)